# Enceinte du Palais
L'enceinte du Palais (ou remparts du Palais) constitue les fortifications d'agglomération de la ville de Le Palais, à Belle-Île-en-Mer (Morbihan, France).

## Histoire
L'ingénieur militaire Sébastien Le Prestre de Vauban proposait dès 1683 un projet d'enceinte bastionnée, pour protéger le port et compléter la citadelle, sans succès. Des faiblesses dans la défense sont mises en lumière à l'occasion du siège enduré en 1761,. Pour y remédier, le Consulat décide d'y remédier en appliquant la proposition de Vauban.
Les travaux de construction commencent en 1802 sous l'impulsion de l'inspecteur général du génie Marescot. D'abord assurés par des sapeur, les travaux sont poursuivis par les prisonniers du bagne voisin. Les travaux cessent à la chute du Premier Empire en 1815, avant de reprendre au début du Second Empire. La fin des travaux est sifflée en 1877.

## Protection
Au cours des XXe et XXIe siècles, cette enceinte bénéficie de plusieurs protections :
- la partie plantée de l'enceinte, faisant promenade municipale, entre la paroi interne de l'enceinte de Vauban et le parement des fortifications du général Marescot, depuis les portes Bangor et Vauban jusqu'au port et à la porte Ramonette constitue un site naturel classé, au titre des critères artistique, pittoresque, scientifique, historique et légendaire par l'arrêté du 28 juillet 1933[4] ;
- l'ensemble formé par le site des remparts constitue un site naturel classé, au titre du critère pittoresque, par le décret du 20 décembre 1985[4] ;
- la parcelle AC 84 est inscrite au titre des monuments historiques par arrêté du  30 octobre 2000[1] ;
- l'ensemble de l'enceinte urbaine, comprenant les ouvrages, le chemin couvert, les glacis, le mur de fortification au-delà de la porte de Locmaria et l'ouvrage de Beausoleil, est classé au titre des monuments historiques par arrêté du 3 novembre 2004[1].

## Architecture
Les fortifications sont de style néoclassique. Elles s'alignent sur environ un kilomètre entre les falaises de la rade et l'arrière-port. Elles se présentent comme quatre bastions, précédés d'un fossé, d'une galerie de contrescarpe, d'un chemin couvert et d'un glacis. Au nord, l'ouvrage de Beausoleil ferme l'espace de l'arrière-port en sa rive droite.
L'ouvrage est ouvert de trois portes et deux poternes permettant les liaisons entre le port du Palais et le reste de l'île. La porte de Bangor et la porte Vauban s'ouvrent, en enfilade, vers le centre du dispositif, la première sur la contrescarpe et la deuxième sur la courtine. La porte de Locmaria s'ouvre au sud.

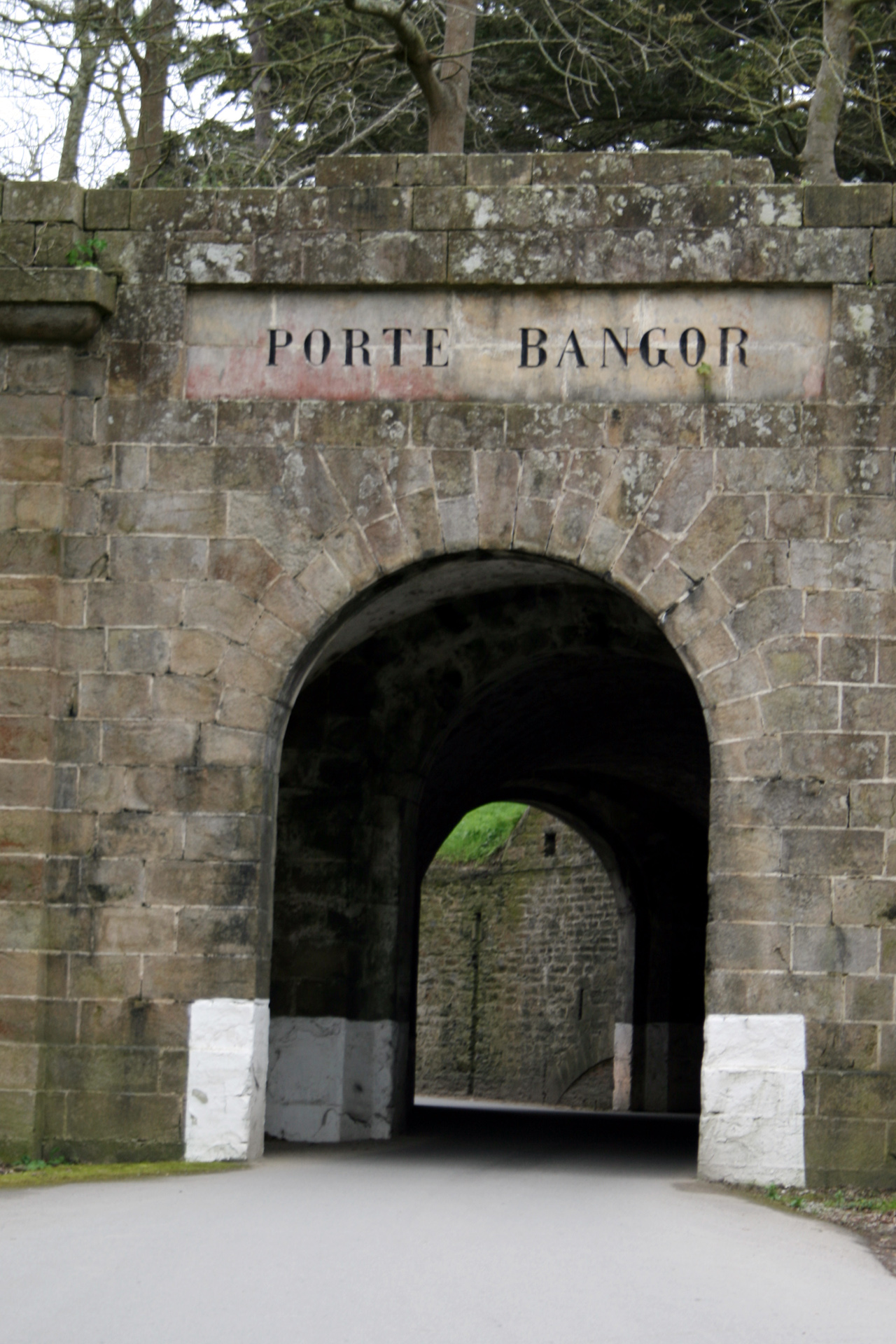
La porte de Bangor.
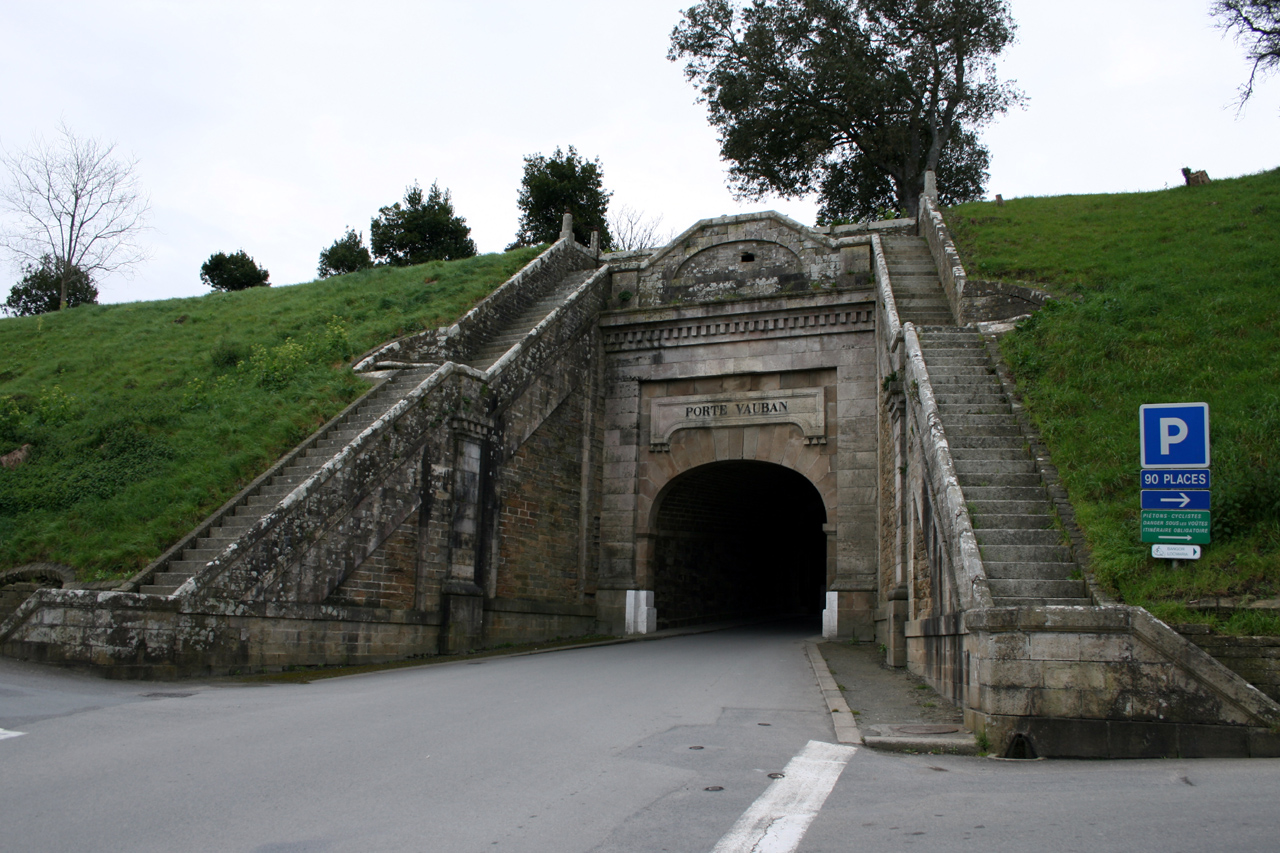
La porte Vauban.
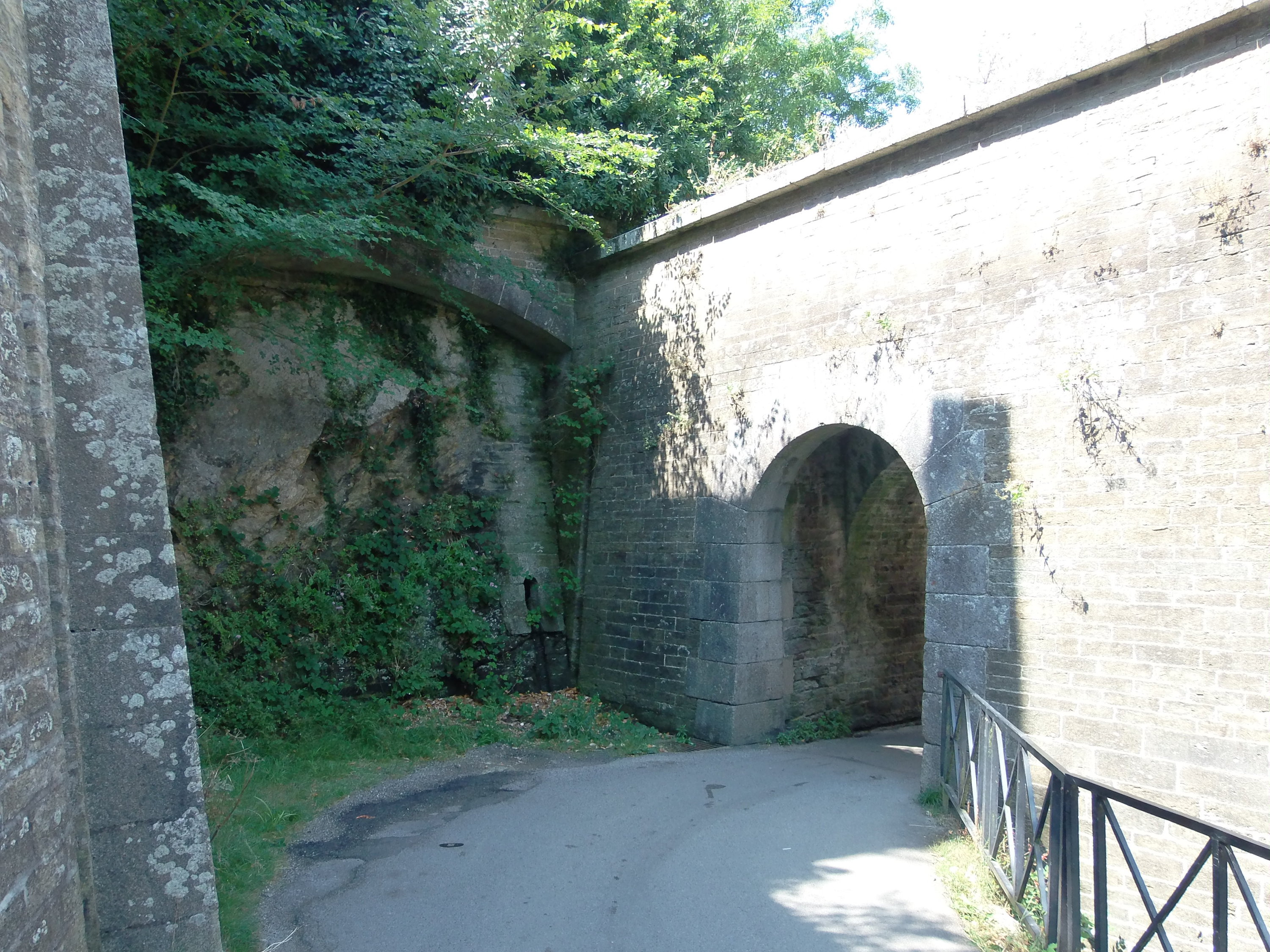
La porte de Locmaria.